# Michaił Żurawlow
Michaił Iwanowicz Żurawlow (ros. Михаил Иванович Журавлёв, ur. 1911 we wsi Chrygino w guberni sankt-petersburskiej, zm. 1976 w Moskwie) – funkcjonariusz radzieckich organów bezpieczeństwa, generał porucznik, ludowy komisarz spraw wewnętrznych Komijskiej ASRR (1939-1940).

## Życiorys
Po ukończeniu szkoły 2 stopnia od 1929 pracował w fabryce w Leningradzie m.in. jako ślusarz. Od 1931 sekretarz komórki Komsomołu i członek WKP(b), od 1932 kierownik wydziału komitetu Komsomołu. W latach 1933–1935 pełnił służbę w Armii Czerwonej, 1935-1939 redaktor gazety, sekretarz komitetu WKP(b) w leningradzkiej fabryce, zastępca kierownika wydziału organów partyjnych i II sekretarz rejonowego komitetu WKP(b) w Leningradzie. W styczniu 1939 słuchacz kursów przygotowawczych dla kadry kierowniczej NKWD, od 28 stycznia 1939 do 31 marca 1940 ludowy komisarz spraw wewnętrznych Komijskiej ASRR, od 31 marca 1940 do 26 lutego 1941 szef Oddziału V Wydziału II Głównego Zarządu Bezpieczeństwa Państwowego, od 26 lutego 1941 do 8 stycznia 1948 szef Zarządu NKWD/MSW obwodu moskiewskiego. 21 lutego 1939 mianowany kapitanem, 14 marca 1940 majorem, 1 marca 1941 starszym majorem, 14 lutego 1943 komisarzem bezpieczeństwa państwowego, a 9 lipca 1945 generałem porucznikiem. Od 7 lipca 1948 do 28 września 1949 szef Wydziału IV Zarządu MSW ZSRR w Tiumeni, od września 1949 do listopada 1952 zastępca szefa zarządu poprawczych obozów pracy i budownictwa MSW Wołgo-Dońskiej Drogi Morskiej, od listopada 1952 do marca 1953 zastępca szefa Gławgidrobatstroja MSW ZSRR, od 16 marca do 2 czerwca 1953 szef Zarządu Gospodarczego MSW ZSRR, od lipca 1956 pracownik Ministerstwa Budowy Maszyn Średnich ZSRR. Deputowany do Rady Najwyższej ZSRR 2 kadencji.

## Odznaczenia
- Order Lenina (dwukrotnie - 20 września 1943 i 19 września 1952)
- Order Czerwonego Sztandaru (2 listopada 1944)
- Order Czerwonego Sztandaru Pracy (28 listopada 1941)
- Order Kutuzowa II klasy (21 czerwca 1945)
- Order Czerwonej Gwiazdy (26 kwietnia 1940)
- Odznaka "Zasłużony Funkcjonariusz NKWD" (4 lutego 1942)
- 6 medali.